# Anne Elstner
Anne Elstner Matthews (22 de enero de 1899 – 29 de enero de 1981) fue una actriz estadounidense mejor conocida por su papel en el serial televisivo radiofónico Stella Dallas durante toda su emisión, desde 1937 hasta 1955. Durante 18 años, Elstner prestó su voz al personaje principal de la serie, descrito por The New York Times como "la hermosa hija de un jornalero empobrecido que se había casado por encima de su condición social."

## Primeros años
Elstner nació en Lake Charles, Luisiana, y es la menor de ocho hermanos de Joseph y Sallie Elstner. Se mudó de la casa de su infancia a los siete años y comenzó una serie de mudanzas por todo el país con su familia, incluyendo "varios años" en San Benito, Texas, ya que su padre, contable, cambiaba de trabajo con frecuencia.
Asistió al Senn High School de Chicago durante su primer año antes de trasladarse al Mount de Chantal Visitation Academy, un colegio católico privado para chicas en Wheeling, Virginia Occidental, que era la alma mater de su madre, donde interpretó papeles protagonistas en representaciones y obras de teatro escolares antes de graduarse en 1918.

## Teatro
Tras mudarse a Nueva York, Elstner desempeñó diversos trabajos y se matriculó en la Academia Americana de Arte Dramático. Un papel como suplente en la obra Liliom le valió su gran oportunidad en Broadway en la producción de 1923 de Sun-Up. Una crítica publicada el 27 de julio de 1923 en The Wall Street Journal elogiaba a Elstner "por su fiel interpretación de la poco atractiva pero conmovedora chica de las montañas."
Se casó con Jack Matthews, Jr., en la Little Church Around the Corner de Manhattan, tras lo cual abandonó los escenarios y se mudó con su marido a una granja en Maryland. Cuando la agricultura no funcionó, regresó a Nueva York en 1928 y se le ofreció la oportunidad de volver a interpretar su papel protagonista en Sun-Up.

## Radio
Elstner debutó en la radio a principios de la década de 1930 en la serie dramática de media hora de duración Moonshine and Honeysuckle, lo que la llevó a una carrera en la que interpretó miles de papeles en programas de radio. (Contrariamente a lo que cita la fuente mencionada anteriormente, "a principios de la década de 1930," un periódico del 3 de diciembre de 1923 menciona a Elstner como lectora en un programa de las 7:30 a. m. en la WEAF de la ciudad de Nueva York. Otro periódico de 1954 informaba: "Miss Elstner consiguió su primer papel en la radio allá por 1923.") Moonshine and Honeysuckle se emitió en la NBC entre 1930 y 1933. Elstner interpretó a Cracker Gaddis en "historias serializadas sobre incidentes en la vida de un grupo de montañeses."
Llegó a actuar en diez programas de radio al día. Su papel más emblemático llegó en 1936, cuando fue seleccionada entre docenas de aspirantes para el papel protagonista de Stella Dallas, una serie basada en la novela homónima escrita por Olive Higgins Prouty. El papel de su esposo, Stephen Dallas, fue interpretado durante la emisión de la serie por Arthur Hughes, Neil Malley, Leo McCabe y Frederick Tazere. Durante la emisión de la serie, se desplazaba a diario desde su casa en Stockton, Nueva Jersey, y solo faltó a una actuación durante los 18 años que duró la emisión en la NBC Radio, entre 1937 y 1955.
Junto con su esposo, Elstner regentó en 1953 un restaurante en Lambertville, Nueva Jersey, llamado River's Edge, y trabajaba en él después de volver a casa tras sus actuaciones en la radio. La pareja regentó el restaurante hasta 1973. Con la autorización de los productores del programa, se le concedió permiso para cambiarle el nombre por "Stella Dallas' Rivers Edge Restaurant", lo que atrajo a los seguidores que buscaban la oportunidad de conocer a la propietaria y estrella.
Se unió a Arthur Godfrey entre los 21 miembros de la primera promoción de homenajeados que ingresaron en el National Broadcasters Hall of Fame.

## Muerte
Elstner murió de un derrame cerebral el 29 de enero de 1981, en el Doylestown Hospital en Doylestown, Pensilvania.